# Fiat 147
O Fiat 147 foi o primeiro modelo de automóvel produzido pela Fiat do Brasil entre 1976 e 1986, baseado no 127 italiano. Portanto, é o carro que inaugurou a FIAT no Brasil e foi o responsável por começar a trajetória da marca no país.

## História

### Antecedentes

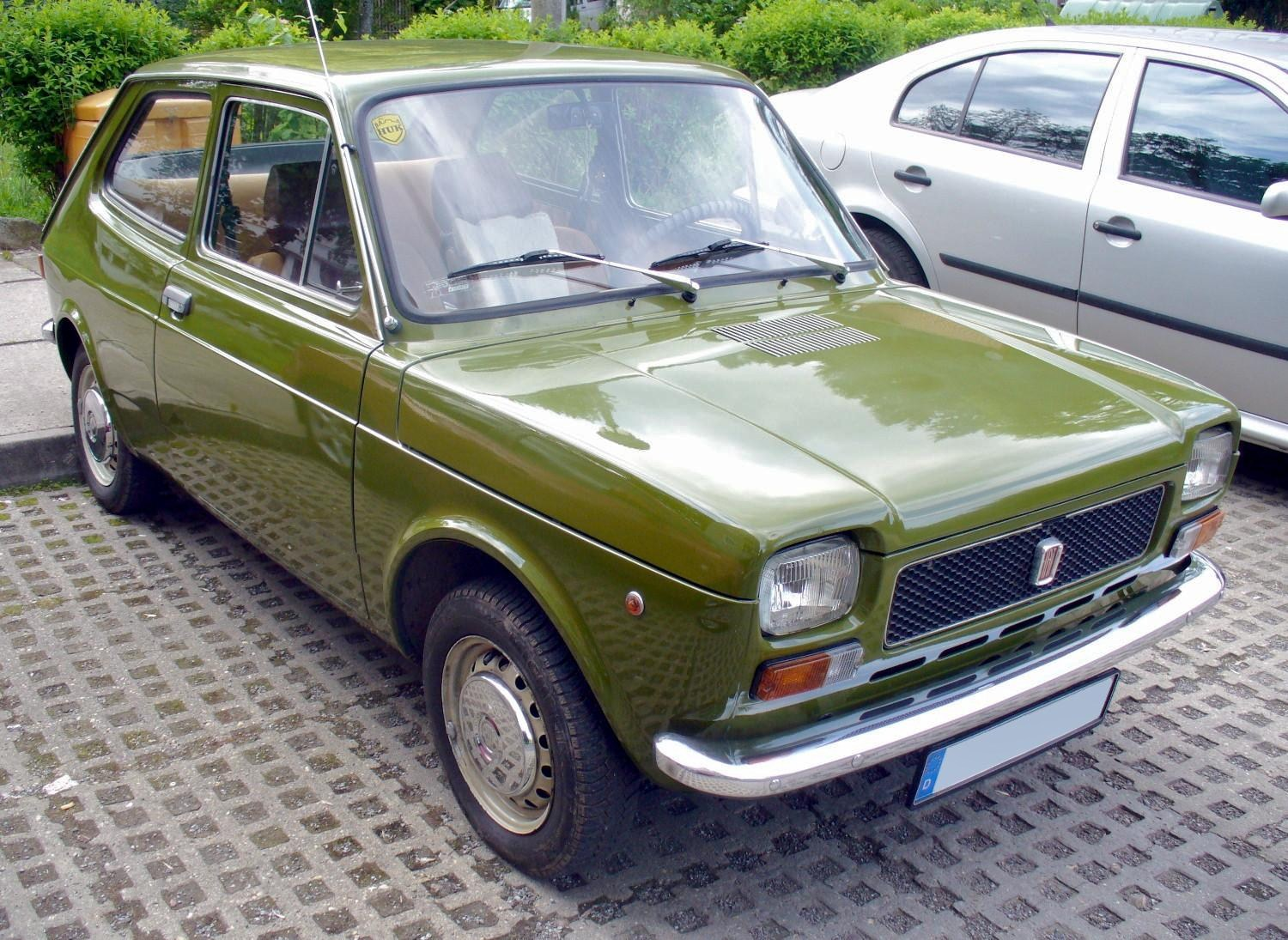
FIAT 127.

Em meados da década de 1960 a empresa italiana FIAT Automobili S.p.A. estudava instalar uma fábrica no Brasil. No final de 1969 a empresa adquiriu uma gleba na cidade industrial de Contagem para implantar inicialmente uma fábrica de tratores de esteira. A intenção da FIAT era participar da concorrência do Plano Nacional de Fabricação de Tratores de Esteiras. Adquirida da Deutz, a gleba de Contagem foi aberta em maio de 1971 com a fabricação de tratores FiatAllis (numa joit-venture entre a FIAT e a Allis-Chalmers).
Os primeiros rumores sobre a implantação de uma fábrica de automóveis da FIAT no Brasil surgiram em novembro de 1970, durante uma visita de seus diretores ao Brasil. Os governos de Minas Gerais e da Guanabara travaram uma batalha nos bastidores pela implantação da futura fábrica, com a Fiat buscando mais benefícios fiscais. 
No fim, o governo de Minas Gerais acabou vitorioso após oferecer arcar com 40% dos custos de implantação da fábrica.  Em 1973 o presidente mundial da FIAT Gianni Agnelli viajou ao Brasil e assinou um contrato para a implantação da fábrica de automóveis FIAT em Betim, Minas Gerais. Agnelli anunciou para a imprensa que a futura fábrica seria responsável pela construção do modelo 127.
Projetado pelo engenheiro Dante Giacosa e pelo designer Pio Manzù, o modelo 127 foi pensado para revolucionar o conceito de carro popular e substituir o FIAT Fiat 850. Pouco antes de uma apresentação do projeto em 1969, Manzù faleceu em um acidente automobilístico a caminho da FIAT. O projeto prosseguiu e o modelo foi apresentado em 1971 nos Salões do Automóvel de Paris e Londres. O FIAT 127 venceu o prêmio “Carro Europeu do Ano” em 1972. O piloto de Fórmula 1 José Carlos Pace testou o automóvel no Circuito de Vallelunga em 1973 para a imprensa brasileira.

### Desenvolvimento do 147

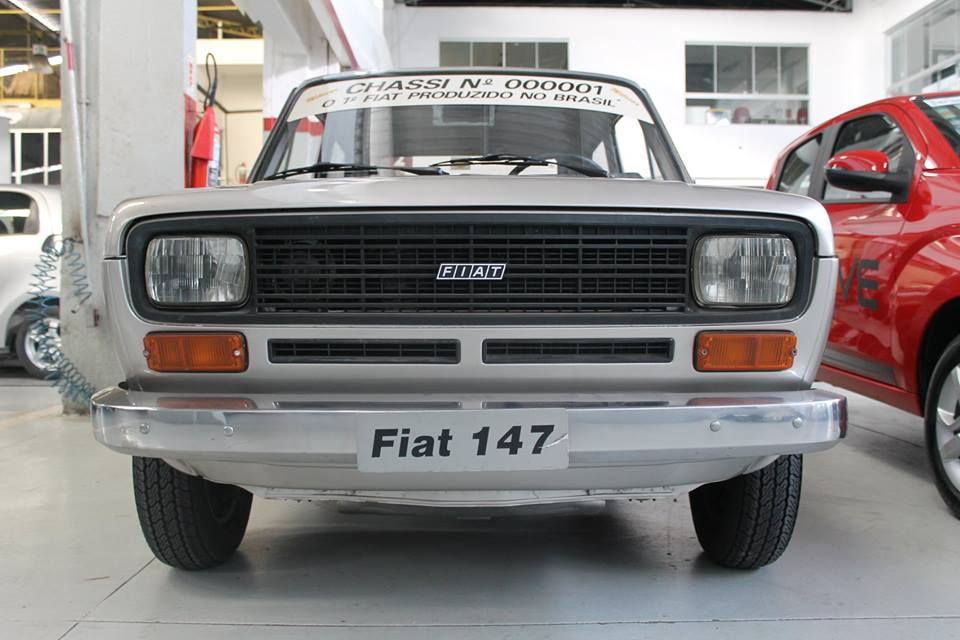
Primeiro FIAT 147 de série construído na fábrica de Betim.

Após o anúncio de Gianni Agnelli, a FIAT passou a importar alguns modelos do 127 para testes de 1 milhão de quilômetros no Brasil. Durante os testes, realizados na Bahia, em Minas Gerais e São Paulo, o 127 foi submetido ao tráfego esperado para o território brasileiro, tanto urbano quanto rural. Diversos problemas foram constatados: a suspensão era frágil para nossas estradas, a carroceria precisava ser reforçada e todo o sistema de vedação precisou ser reprojetado, pois a poeira invadia profusamente o veículo, incluindo o habitáculo. Os técnicos da FIAT tinham como referência o Volkswagen Fusca, veículo líder de vendas no Brasil e conhecido por sua robustez, fácil manutenção e baixo custo.
O principal desafio da nacionalização do projeto do 127 era a motorização. O motor original do 127 possuía apenas 900 cm3 e taxa de compressão 25% maior que a média dos motores utilizados em automóveis no Brasil. Os primeiros 127 importados tiveram problemas de desempenho por conta da gasolina brasileira ser inferior a utilizada na Europa. Um novo motor passou a ser desenvolvido, com 1049 cm3 e 47 HP  enquanto o automóvel era reprojetado. A nova suspensão, adaptada ao Brasil, foi projetada com base em pneus radiais e rodas de 13 polegadas. O auto-rádio foi desenvolvido isoladamente pela Motorádio por dois anos após a FIAT constatar que nenhum fabricante nacional possuía um aparelho que coubesse na gaveta do 127.
A FIAT anunciou que o primeiro veículo seria produzido em Betim no final de 1976, a uma capacidade de produção de 150 mil veículos/ano. Posteriormente esse número aumentou para 190 mil/ano. O 127 reprojetado foi concluído em 1974. A FIAT optou por rebatizar o veículo como FIAT 147 (nome da versão de exportação do 127).
O primeiro veículo produzido pela fábrica de Betim foi concluído em julho de 1976. O carro foi mostrado oficialmente pela primeira vez no X Salão do Automóvel, realizado no dia 18 de Novembro de 1976. Foram expostas 15 unidades do FIAT 147 pintadas em cores diferentes e inclusive protótipos de 147 movidos a álcool (hoje etanol) - primeiro veículo movido a álcool em todo o mundo. Assim que chegou ao mercado nacional, o FIAT 147 ganhou o título de mais estável carro nacional. Era também o carro de passeio no Brasil com o menor motor.

### Primeiros anos
A produção do FIAT 147 foi iniciada em julho de 1976. A expectativa do mercado de autopeças era que a FIAT se instalasse no ABC Paulista, local de 90% da indústria automobilística nacional até então. A instalação da FIAT em Minas Gerais atraiu inicialmente poucos fornecedores, de forma que a nova fábrica teve de lidar com problemas e atrasos no fornecimento de peças que atrasaram a produção. Seis meses após o início da produção, a FIAT tinha muitas unidades do 147 estocadas em fábrica aguardando o fornecimento de para-choques e vidros para serem concluídas e comercializadas. Apesar do crônico problema de fornecimento de peças (o que obrigou a FIAT a manter um imenso estoque de peças em Contagem até 1987 quando o problema de fornecimento foi sanado), haviam vinte mil pessoas em fila de espera para adquirir um 147. A FIAT afirmava que até junho de 1977 atingiria o ponto de equilíbrio entre oferta e procura do 147. No final do primeiro semestre de 1977 já haviam sido vendidos 35 mil veículos e a FIAT preparava as primeiras exportações do 147 para o Paraguai.
Em novembro de 1976 a Revista Quatro Rodas divulgou os resultados do seu teste completo realizado com o 147. Considerado econômico e de suspensão estável, o 147 alcançou a velocidade de 136,3 km/h em sua melhor passagem, aceleração de 19,47 segundos de 0 a 100 km/h e atingiu uma média de 12, 68 km/l (a 85km/h em estrada atingiu 14 km/l enquanto que o consumo subiu consideravelmente a 130km/h com 9 km/l). O motor de 55 CV (SAE) foi testado e, mesmo nas piores condições, apresentou funcionamento adequado. Os freios mistos (disco no eixo dianteiro e tambor no eixo traseiro) conseguiram parar o 147 a uma distância de 41 metros quando acionados a uma velocidade de 100 km/h. A transmissão foi considerada precisa porém o veículo apresentou certa dificuldade no engate das marchas, principalmente da ré.Em março de 1978 durante um teste de automóveis nacional promovido por Quatro Rodas no Autódromo de Interlagos com o piloto de Formula 1 Jody Scheckter, o câmbio foi novamente criticado. Os freios foram considerados por Scheckter desagradáveis por alterarem a trajetória do veículo quando acionados no limite. Os pontos positivos do 147 avaliado pelo piloto foram a suspensão, considerada estável, o motor, a direção e o acabamento.  O problema crônico na transmissão do 147 foi parcialmente sanado apenas em 1979 após um reprojeto da caixa de câmbio.
Apesar da intenção inicial da FIAT em competir com o Volkswagen Fusca, o 147 batia de frente com concorrentes como Volkswagen Brasília e Chevrolet Chevette.

### Auge

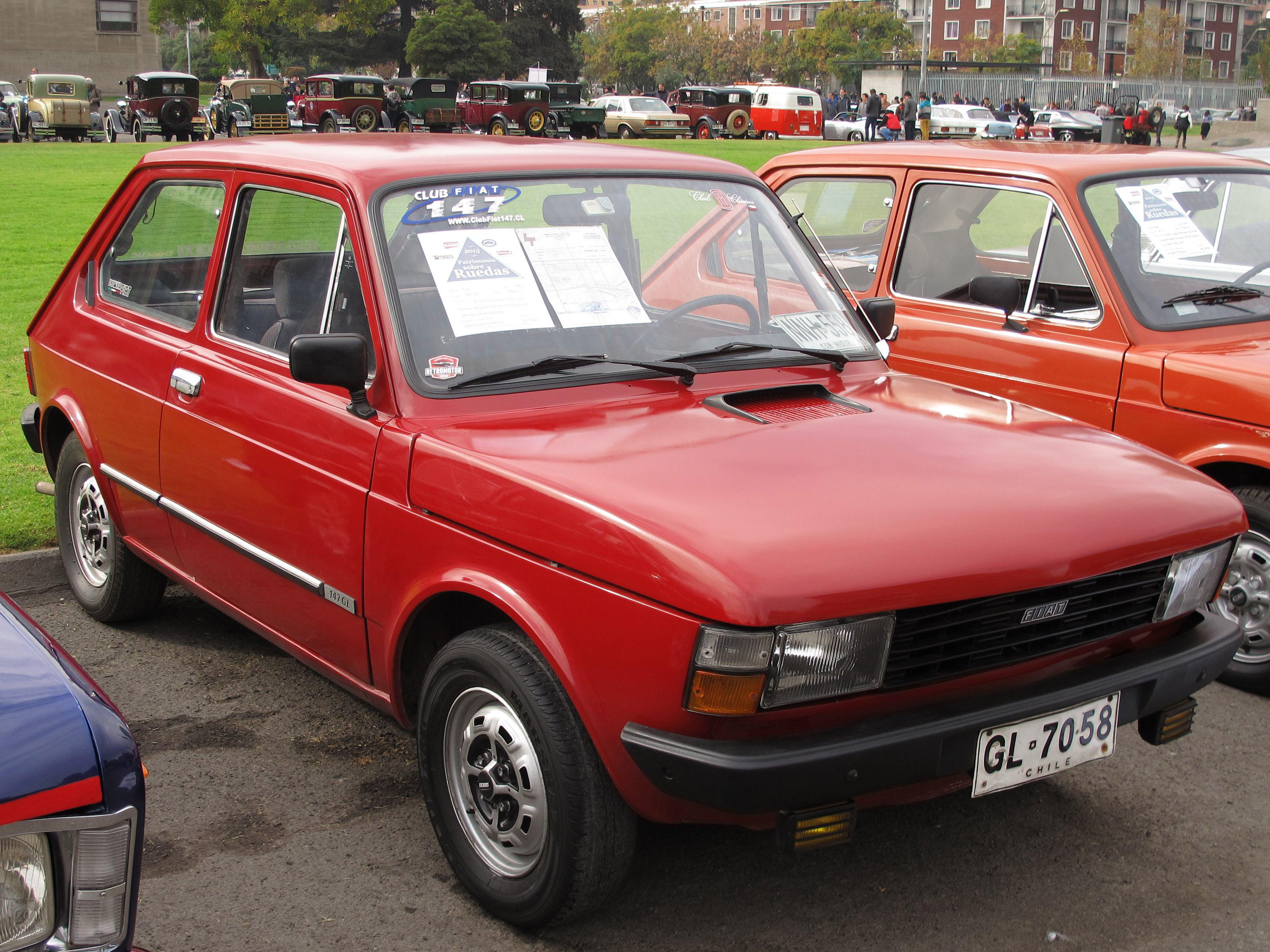
Fiat 147 versão Europa, lançado em 1980.

No final de 1977 haviam sido vendidos mais de 70 mil unidades do 147.
Em 1978 a FIAT lançou quatro modelos:
- Furgoneta, lançado em janeiro,  e que consistia em um 147 sem as janelas laterais traseiras e era destinado ao transporte de carga de até 420 quilos[34]
- 147 L/GL[35][36]
- Pick-up/City, primeira picape de baixo custo do Brasil.
- Rallye, versão esportiva com motor 1.3.

Ainda em 1978 o 147 foi escolhido o “Carro do Ano” pela revista Autoesporte. Ainda assim, a produção do 147 estava distante do apregoado por Agnelli (que falava em até 190 mil automóveis por ano).
| Produção do FIAT 147 (1976–1980)                            | Produção do FIAT 147 (1976–1980) | Produção do FIAT 147 (1976–1980) | Produção do FIAT 147 (1976–1980) | Produção do FIAT 147 (1976–1980) |
| 1976                                                        | 1977                             | 1978                             | 1979                             | 1980                             |
| ----------------------------------------------------------- | -------------------------------- | -------------------------------- | -------------------------------- | -------------------------------- |
| 1 535                                                       | 64 297                           | 92 920                           | 109 407                          | 145 129                          |
| Fontes: Anfavea/Quatro Rodas 1976 , 1977 e 1978, 1979, 1980 |                                  |                                  |                                  |                                  |

Ao chegar ao terceiro aniversário, o 147 passou por estudos de sua primeira reestilização. A principal característica do projeto foi o redesenho da frente, com mudanças nos faróis (que no primeiro modelo sofriam com a facilidade de furtos), grade e pára-choques. A nova frente, desenvolvida na Itália, foi batizada pela Fiat de "Europa".
Para diversificar a produção, a FIAT buscou o mercado de peruas e lançou a Panorama em 1980. Com base na plataforma do 147, a Panorama entrou no mercado de peruas em 1980, restrito naquele momento ao Chevrolet Caravan e Ford Belina II. 

#### Álcool combustível

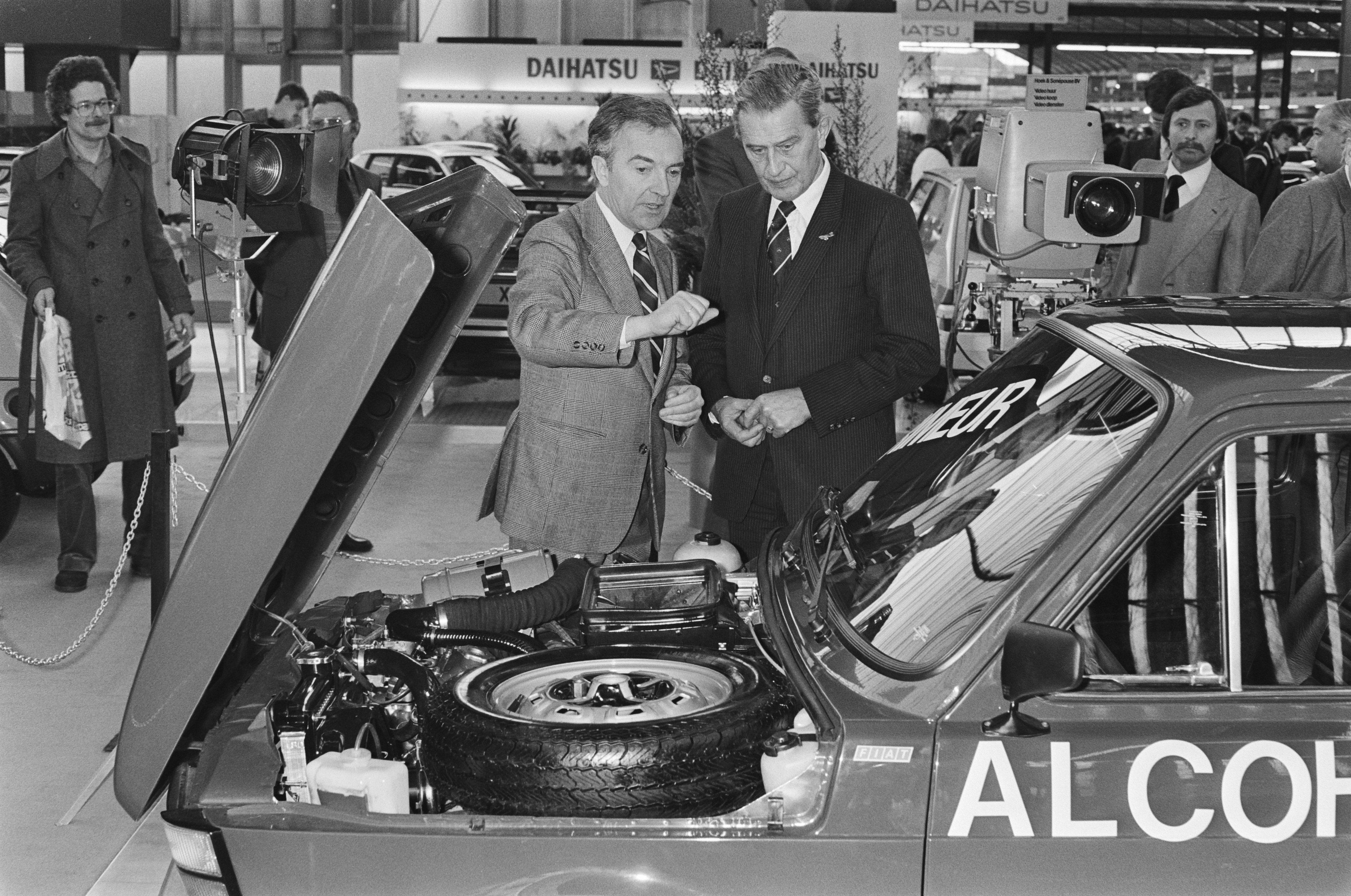
Executivo da FIAT apresenta o modelo 147 Álcool ao Ministro dos Transportes dos Países Baixos Dany Tuijnman, 1981.Arquivo Nacional dos Países Baixos.

Em 1975 o governo brasileiro lançou o Programa Nacional do Álcool visando produzir um combustível como alternativa à gasolina. A FIAT foi uma das primeiras montadoras do país a aderir ao programa, realizando testes com uma versão do 147 movida a álcool. Batizada informalmente de "Cachacinha", o 147 Álcool precisou de pequenas modificações para os testes. Apesar de não ter sido encontrada corrosão no motor, a Fiat temia que o uso contínuo pudesse danificar as peças em longo prazo e já estudava um aumento nos custos de produção do 147 com componentes anti-corrosivos. Posteriormente os testes do 147 Álcool foram ampliados em parceria com a Telecomunicações de Minas Gerais (Telemig) que passou a empregar a versão 147 Furgoneta movida a álcool em seus serviços. Em dezembro de 1978 a Telemig aprovou o 147 Furgoneta Álcool. Durante os testes, o 147 Furgoneta Álcool da Telemig percorreu 18 mil quilômetros e fez uma média de 7,1 km/litro no meio urbano e 12,5 km/litro em estrada.
O 147 foi o primeiro automóvel brasileiro movido a álcool fabricado em série. Os primeiros, com motor 1.3, foram adquiridos pelo governo brasileiro e por empresas públicas, sendo entregues em agosto de 1978. No período entre 1978 até agosto de 1979 foram fabricados 11015 unidades fabricadas e vendidas para o governo federal, governos estaduais e dezenove empresas públicas, entre as quais Telesp (517 unidades), Telemig (145 unidades), Telebahia (95 unidades), Petrobrás (63 unidades), Celpe (20 unidades).

### Declínio e fim de produção

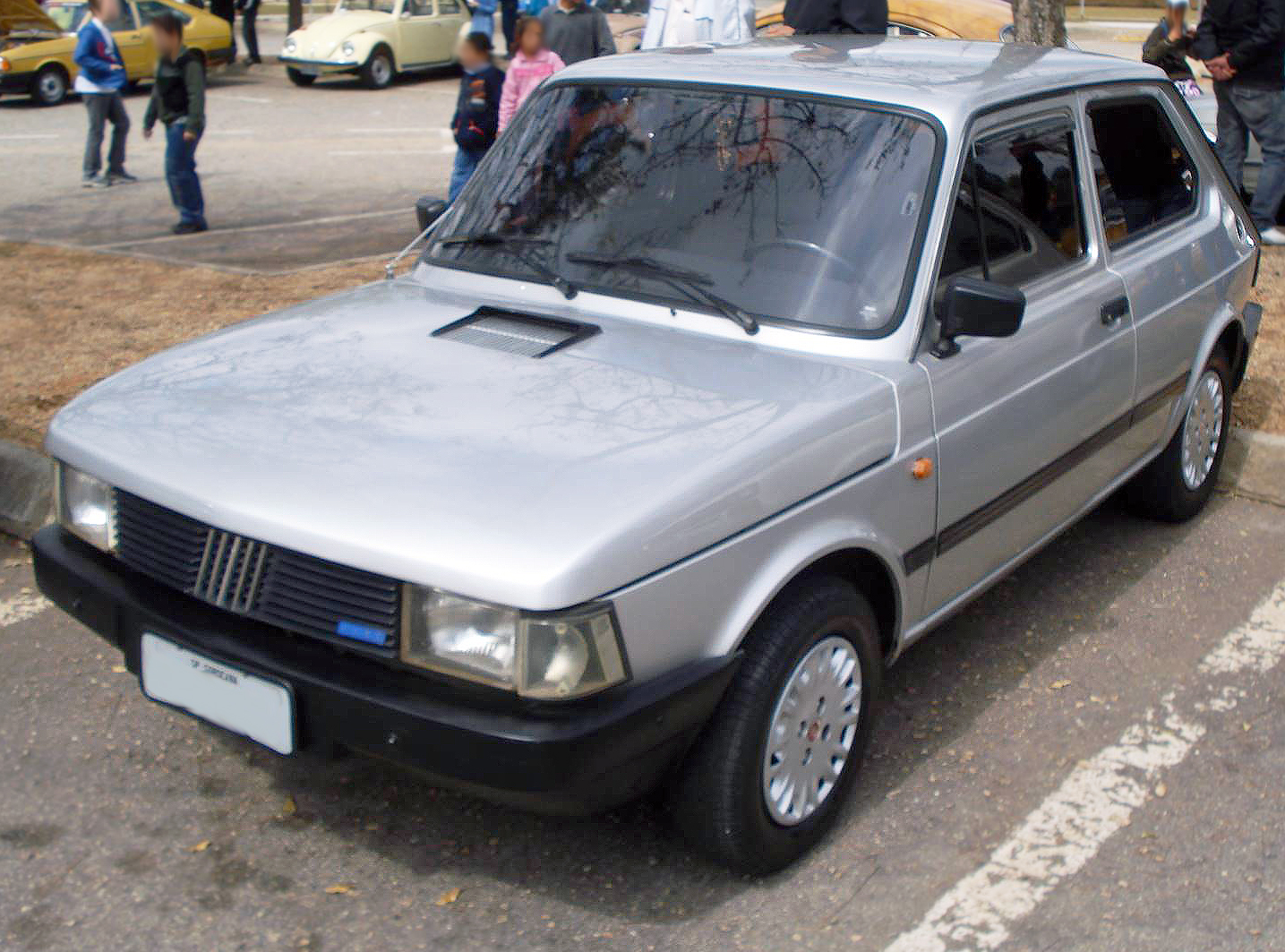
Fiat 147 Spazio, versão lançada em 1983.

Em 1982 o presidente da FIAT brasileira Vincenzo Barello anunciou que em 1981 a empresa havia alcançado um lucro de 450 milhões de dólares exportando 70 mil veículos, a maior parte da produção do 147 e que naquele ano estava com 120 mil veículos já vendidos para exportação. Barello também anunciou uma reestilização da linha 147. A queda nas vendas do 147 no mercado nacional foi amplificada pelo lançamento de novos automóveis pelas concorrentes da FIAT, como o VW Gol (1980) e o Ford Escort (1983) e a reestilização do GM Chevette (1983) que alcançou a liderança das vendas em 1983. Até mesmo o lançamento do GM Monza (1983) contribuiu para a queda nas vendas. De categoria diferente do 147 e mesmo custando mais caro, o Monza liderou as vendas entre 1984 e 1986 contrariando a estratégia da FIAT em oferecer um automóvel barato e econômico.
A reação do mercado nacional indicava que a FIAT estava com um projeto cada vez mais envelhecido enquanto as concorrentes apresentavam novidades. Visando estancar a queda nas vendas, a FIAT dividiu sua estratégia comercial entre reestilizar o 147 com a versão Spazio, o lançamento do sedã Oggi como novidade e acelerar o novo projeto de carro mundial. Batizado Uno, estava previsto para lançamento no Brasil em 1984.
| FIAT 147 no ranking dos automóveis mais vendidos do Brasil | FIAT 147 no ranking dos automóveis mais vendidos do Brasil | FIAT 147 no ranking dos automóveis mais vendidos do Brasil | FIAT 147 no ranking dos automóveis mais vendidos do Brasil | FIAT 147 no ranking dos automóveis mais vendidos do Brasil | FIAT 147 no ranking dos automóveis mais vendidos do Brasil |
| 1980                                                       | 1981                                                       | 1982                                                       | 1983                                                       | 1984                                                       | 1985                                                       |
| ---------------------------------------------------------- | ---------------------------------------------------------- | ---------------------------------------------------------- | ---------------------------------------------------------- | ---------------------------------------------------------- | ---------------------------------------------------------- |
| 3º                                                         | 5º                                                         | 5º                                                         | 6º                                                         | 8º                                                         | -                                                          |
| Fontes: Anfavea/Quatro Rodas (1987)                        |                                                            |                                                            |                                                            |                                                            |                                                            |

Em 9 de dezembro de 1986 a FIAT anunciou o encerramento da produção da linha 147 até o final daquele mês. Naquele momento o 147 era considerado uma plataforma defasada e estava em contínua queda de vendas desde 1979. Enquanto que em 1979 o 147 representava 90,5% da produção da FIAT, em 1986 sua participação havia caído para 11,2%.
| Produção da Linha 147 (1976–1986) | Produção da Linha 147 (1976–1986) | Produção da Linha 147 (1976–1986) | Produção da Linha 147 (1976–1986) |
| Modelo                            | Lançamento                        | Quantidade construída             | %                                 |
| --------------------------------- | --------------------------------- | --------------------------------- | --------------------------------- |
| 147/Spazio                        | 1976/1983                         | 709 230                           | 64,00                             |
| 147 Furgoneta                     | 1978                              | 12 848                            | 1,00                              |
| 147 Fiorino                       | 1978                              | 172 086                           | 15,00                             |
| 147 Pick-up/City                  | 1978                              | 87 184                            | 8,00                              |
| Panorama                          | 1980                              | 115 986                           | 10,00                             |
| Oggi                              | 1983                              | 20 419                            | 2,00                              |
| Total                             | Total                             | 1 117 753                         | 100,0                             |
| Fonte: FIAT/Quatro Rodas          |                                   |                                   |                                   |

### Argentina

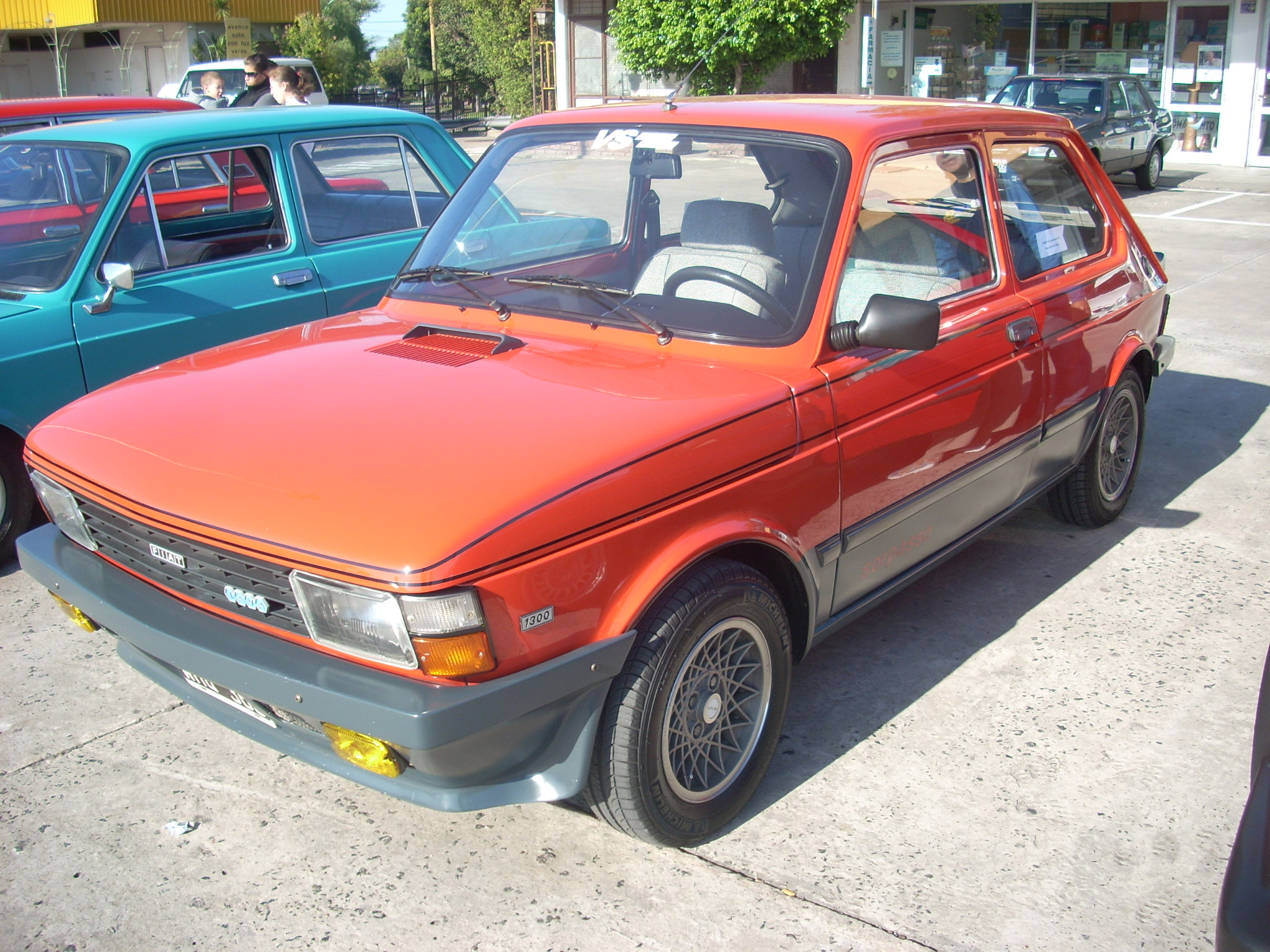
147 Sorpasso, versão esportiva do 147 preparado pela IAVA (subsidiária da FIAT).

Em junho de 1981 a produção de automóveis na Argentina se encontrava em franco declínio, com demissões em massa e uma grande greve dos mais de cem mil operários da indústria. Em resposta, as empresas culparam a política econômica implementada pela Ditadura Argentina como culpada pela crise.
Nesse mesmo ano a Sevel Argentina (subsidiária da joint-venture entre FIAT e Peugeot) começou a importar alguns FIAT 147 fabricados em Betim e montados em El Palomar sob regime CKD. A proposta da Sevel era substituir o modelo 133 pelo 147. Em resposta aos protestos de trabalhadores e empresários, o governo argentino alterou a legislação e passou a exigir a fabricação de veículos no país. A Sevel inicialmente foi contra, porém acabou cedendo e passou a tratar da fabricação do FIAT 147 na Argentina. Com base na ação do governo argentino, a FIAT decidiu trazer uma linha de montagem do novo projeto (Uno) para o Brasil enquanto transferiu progressivamente a linha de montagem do 147 para a Argentina. A chegada do 147 e sua fabricação obrigaram os fornecedores da FIAT no Brasil a abrir filiais e/ou transferir tecnologia para suas filiais na Argentina como a Carburadores Weber, por exemplo, que transferiu tecnologia na produção de carburadores exportados em regime SKD para a Galileo Argentina.
O FIAT 147 passou a ser fabricado na Argentina, onde auxiliou a Sevel a ampliar sua produção geral. Enquanto em 1981 a Sevel fabricou 27213 veículos (entre FIAT e Peugeot), após a nacionalização do 147 a produção geral da Sevel passou a crescer até atingir seu auge em 1988 com 62289 veículos.
Com o fim da Ditadura Militar na Argentina, o novo governo democrático chegou a estudar o lançamento de um automóvel popular. A Sevel projetou e apresentou o FIAT-VAE (Vehículo De Alta Eficiencia) em 1985, uma versão do 147 despojada de diversos itens como o banco traseiro, painel, acabamento interno, com bancos tubulares de aço revestidos por faixas de tecido. Apesar da carroceria ser do 147 em produção (Europa), a frente era a dos primeiros 147 produzida no Brasil. Apesar do preço estimado ser até 40% menor, o governo argentino acabou recusando a ideia. O VAE porém deu origem ao relançamento do 147 na Argentina com as versões Brio e Spazio.
O último FIAT 147 deixou a fábrica de El Palomar em 1996. Ao todo foram construídos 232 807 FIAT 147 na Argentina entre 1981 e 1996.

### Colômbia
A Compañía Colombiana Automotriz (CCA) assinou um contrato para a montagem de automóveis FIAT em 1973. Em 1978 a CCA recebeu os primeiros modelos 147 para serem montados em regime CKD em sua planta em Bogotá. Problemas administrativos da CCA, brigas com fornecedores de auto peças locais, corrosão precoce (os veículos eram pintados pela CCA na Colômbia) e falhas elétricas acabaram prejudicando parcialmente a imagem do 147 na Colômbia, que foi montado até 1984, quando a FIAT vendeu suas ações na CCA para a Mazda, que passou a montar seus veículos com exclusividade na empresa colombiana.

## Na cultura popular
- A fábrica de El Palomares da Sevel e o FIAT 147 Spazio foram utilizados no filme Gung Ho (1986) de Ron Howard.[71]